# 산 넘어 바다 건너
"산 넘어 바다 건너"는 한국에서 제작된 홍성기 감독의 1958년 영화이다. 김지미 등이 주연으로 출연하였고 박운삼 등이 제작에 참여하였다.

## 출연

### 주연
- 김지미
- 김동원
- 노경희
- 주선태

## 기타
- 원작자: 조남사
- 조명: 박영달
- 녹음: 이경순